# كمثرى شوكي
كمثرى شوكي (الاسم العلمي: Pyrus spinosa) هو نوع نباتي يتبع جنس الكمثرى من الفصيلة الوردية.